# Ergi

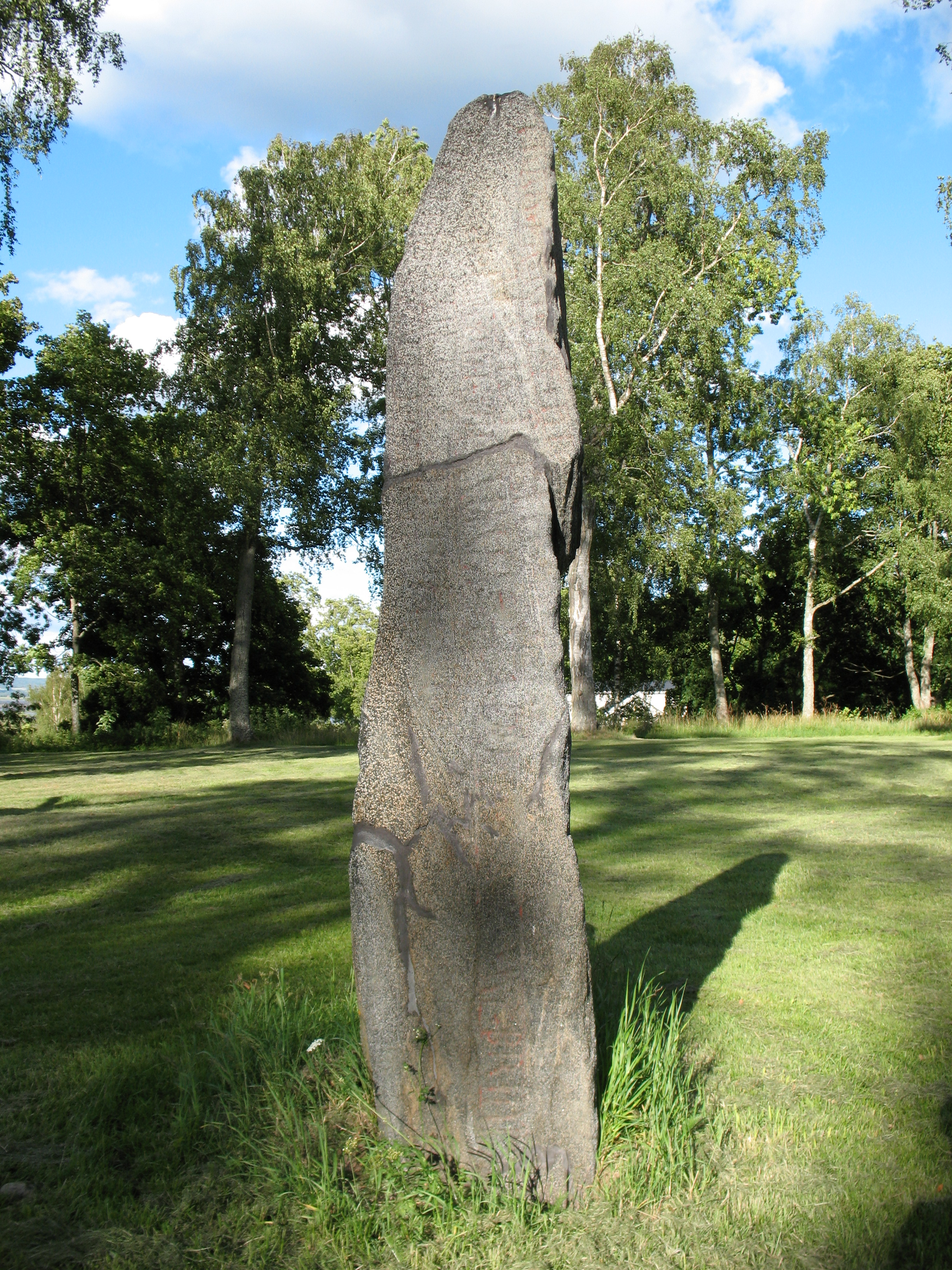
La Pierre runique de Saleby, située en Suède, mentionne le terme ergi.

Ergi (nom) et argr (adjectif) sont deux termes insultants en vieux-norrois utilisé pour mettre en exergue une attitude jugée efféminée ou d'autres comportements considérés comme lâches ou non virils. Argr (ou ragr) veut dire "non-masculin" et ergi signifie "non-masculinité"; le terme peut se retrouver dans d’autres langues germanique sous les formes earh, earg, arag, arug. Cette insulte reflète la masculinité hégémonique au sein des sociétés vikings.

## L'ergi au temps des vikings

### Contexte: une masculinité hégémonique
Durant l'âge des Vikings, les sociétés scandinaves sont marquées par une masculinité hégémonique où sont valorisés les traits de caractères associés à la masculinité, comme la force guerrière et l'indépendance. Le genre est associé au pouvoir : la masculinité est synonyme de puissance et la féminité synonyme de faiblesse. Les sociétés scandinaves se caractérisent par des rôles de genre marqués, et la déviance à ces normes est fortement condamnée. Pour un homme, agir de manière faible ou féminine est très mal perçu et vecteur de honte.

### Conséquences de l'insulte
Accuser quelqu’un d’être argr était considéré comme une insulte (scolding) et constituait une raison suffisante de le défier par un holmgang (duel). Si le holmgang était refusé par l’accusé, il pouvait être frappé d’exclusion, car son refus prouvait ipso facto que l’accusateur avait eu raison et il était alors définitivement qualifié comme étant un ergi. Si l’accusé battait son accusateur durant le holmgang, le scolding (l'insulte) était considéré comme non-justifée (eacan). Dans ce cas l’accusateur devait payer une compensation car traiter quelqu'un d'ergi était considéré comme une diffamation très grave.
Dans le Grágás, on peut lire à ce sujet : Il y trois mots qui donnent droit à une compensation entière ; si un homme appelle un autre homme ragr, stroðinn ou sorðinn.

### Seiðr
La pratique du seiðr (sorcellerie/magie) était considérée ergi au temps des vikings et donc interdite aux hommes. En effet, avec l'arrivée du christianisme, les hommes qui pratiquaient la sorcellerie ou la magie ne bénéficiaient pas du même respect, parce qu'ils auraient eu un comportement efféminé. Ces hommes transgressent ainsi les normes de genre de leur société. La pratique était depuis lors réservée aux femmes[réf. nécessaire]. Le spá (prophétie), en particulier, fut interdit dès le début du christianisme aux hommes car il exigeait en principe l'ergi. Avec l'arrivée des valeurs chrétiennes, même pour les païens le fait de pratiquer le seidr ou le spá était considéré comme peu viril voire déshonorant. 
On peut lire dans le Vatnsdœla saga :"Illa bíta þig vopnin Hrolleifur og alls konar er þér illa farið, bæði fjölkunnigur og þó að öðru illa siðaður. - Que les armes te mordent durement Hrolleif, tous tes agissements sont honteux, fjölkunnigur tu es et déchéance."
— Vatnsdœla saga Chap. 19

### Homosexualité
Dans les écrits islandais et les lois médiévales scandinaves, le terme argr connotait le rôle passif (pénétré) d’un homme libre dans une relation sexuelle entre deux hommes. Cette honte est particulièrement forte pour les hommes qui sont pénétrés analement, et sont considérés comme passifs lors de la relation sexuelle. À l'inverse, le fait de pénétrer un autre homme n'est pas vu comme honteux, mais est perçu comme une agression car cela fait perdre tout honneur à celui qui est pénétré. 
Il n’y a pas d’écrits qui émettent un jugement sur les relations homosexuelles avant l’avènement du christianisme[réf. nécessaire]. 
L’historien David Greenberg mentionne que premièrement la stigmatisation ne s’étend pas au rôle actif dans l’homosexualité masculine. Dans la saga Gudmundar, pour prendre sa revanche sur le prêtre dévoyé Bjorn et sa maîtresse Thorunnr, il fut décidé de mettre Bjorn au lit avec tous les bouffons, et faire ceci n’était pas considéré comme plus déshonorant que ce qu’avait fait le prètre Bjorn avec sa maîtresse, et n’était pas considéré comme déshonorant pour ses violeurs masculins.
Une définition classique de l'ergi est trouvé dans le poème connu comme les scoldings qui opposent Gudmundr et Sinfyötli dans le Helgakviða Hundingsbana I. Les deux guerriers s'insultent l'un l'autre avant de commencer un combat, se traitant mutuellement d'earg. 
Gudmundr [vers 36): "Prince tu ne peux pas, parler de moi ainsi, scolding (insulter) un homme noble." [...]
Sinfjotli rétorque (vers 37-39): "Walkure, un monstre affreux tu as été, effrayant et earg, par Odin !
Les Einherjars se battaient par désir pour toi, putain têtu.
(Le) Sorcier de l'île Warinsey, c'était toi qui, si insidieusement, a conjuré ses illusions.
Tu as dit que le seul guerrier qui voulait se marier avec toi c'était moi, Sinfyötli.
À saganes tu donnas naissance à neuf loups engendrés par Sinfyötli."
Ce n’est pas pour insulter l’honneur des einherjar, car Sinfjotli se vante que Gundmundr a donné naissance à 9 louveteaux et que lui, Sinfjotli, en était le père. Si le rôle homosexuel actif de sodomie avait été stigmatisé, Sinfjotli ne se serait pas vanté d’avoir engrossé un homme selon David Greenberg.
Il est possible que la diabolisation de l'ergi ait été fait sciemment par l'Église chrétienne. Saxo Grammaticus mentionne dans son Gesta Danorum que les hommes au service de la déesse Freya et du dieu Njörðr avaient l'Ergi. Cette particularité était donc un sacerdoce païen.

### Pierre runique de Saleby (Suède)
La pierre runique Vg 67 de Saleby utilise le terme ergi dans une malédiction qui indique que quiconque casse la pierre deviendra un rata (traduit comme épave, paria ou sorcier, raté) et argri konu qui est traduit comme "femme néfaste". Ici argri semble lié à la pratique du seiðr et représente apparemment l’insulte la plus forte qu’un maître des runes pourrait s’imaginer.

## De nos jours
On peut retrouver la racine lexicale dans les langues scandinaves et germaniques. Cette racine signifie « grave ». Ergilegur en islandais, Ärgerlich, en allemand et Ergerlijk en néerlandais renvoient à irritant, ou une attitude irritante. En finnois, arka veut dire lâche.